# Palmar de Ocoa

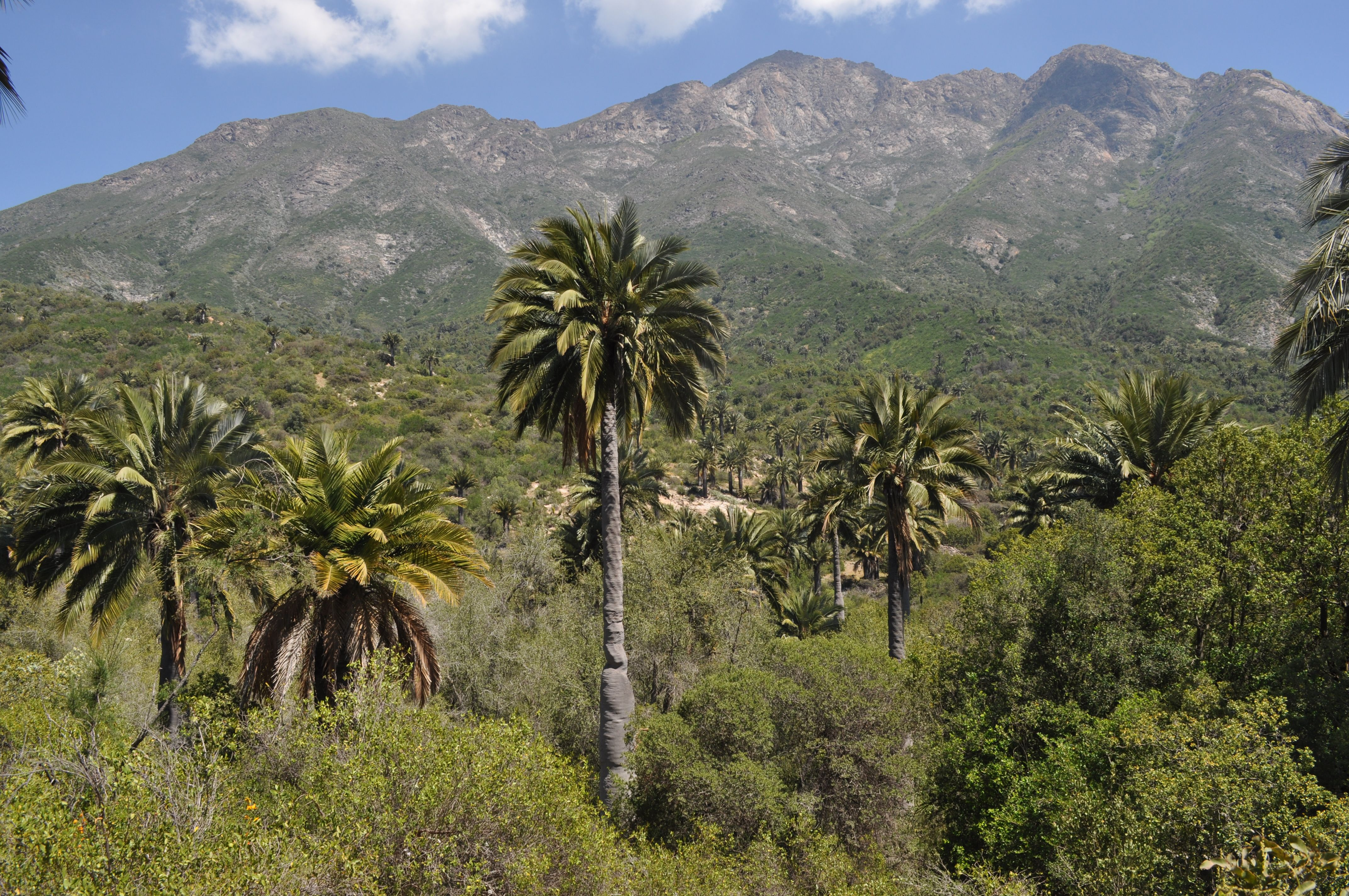
Vista del palmar de Ocoa.

El palmar de Ocoa es la población de palma chilena (Jubaea chilensis) más grande del país, y se encuentra ubicada al interior del parque nacional La Campana, en Ocoa, comuna de Hijuelas, Región de Valparaíso, Chile.
Fue base de una de las industrias de miel de palma que estuvo en funcionamiento desde el siglo xix. En 1968 el propietario de los terrenos, Raúl Ovalle, donó las tierras al estado con la finalidad de crear un parque nacional. Recién en 1983 el sector pasó a formar parte del parque nacional La Campana, que fue creado en 1967 para proteger la biodiversidad presente en la región.